# Tage Cervin
Carl Tage Robert Cervin, född 27 september 1892 i Stockholm, död där 1 november 1971, var en svensk finansman.
Tage Cervin var son till Carl Cervin. Han avlade studentexamen 1911, inträdde 1914 i firman C. G. Cervin och blev efter faderns död 1919 dess chef. Under Cervins ledning fortsatte man sin verksamhet i oförändrad omfattning och var på 1940-talet det största av de två finansinstitut i Sverige som förutom bankerna hade rätt att driva bankmässig inlåning. Han hade flera uppdrag i olika större företag där bankirfirman hade ekonomiska intressen, bland annat Klippans bruk där Cervin från 1919 var styrelseordförande. Han var även styrelseordförande i de till Klippankoncernen hörande Lessebo AB, AB Böksholms sulfitfabrik och AB Lessebo skogar, samt från 1942 Uddeholms AB och Degerfors järnverks AB. Han var även vice styrelseordförande i Höganäs-Billesholms AB, Stockholms intecknings garanti AB och Nässjö-Oskarshamns nya järnvägs AB. Han var även styrelseledamot i Försäkrings AB Skandia och Freja med flera bolag.